# Narodni park Kolheti
Narodni park Kolheti (gruzinsko კოლხეთი) je narodni park v regijah Samegrelo-Zemo Svaneti in Guria v zgodovinski regiji Kolhida v zahodni Gruziji. Mokrišča v osrednjem Kolhetiju so mednarodnega pomena, zato tudi Ramsarko območje. Leži na obalni ravnici ob in v Črnem morju, med ustjema rek Tikori in Supsa in sega v okrožja Zugdidi, Khobi, Lančhuti, Senaki in Abaša. Park je bil ustanovljen v letih 1998 in 1999 kot del Gruzijskega projekta celostnega upravljanja obal, ki sta ga finančno podprla Svetovna banka in Globalni okoljski sklad. Narodni park Kolheti obsega površino 28.940 hektarjev in se z območjem zaščitenih mokrišč razprostira na 33.710 hektarjih, ki vključuje zemljišče nekdanjega naravnega rezervata Kolheti s 500 hektarji, ki je bil ustanovljen leta 1947 in njegova okoliška mokrišča, vključno z jezerom Paliastomi.

## Zgodovina

### Antična zgodovina Kolhetov (Kolhide)
Narodni park Kolheti je bil nekoč del tropskega in deloma subtropskega območja terciarnega obdobja, ki se je raztezalo nad celino Evrazijo. Okoli leta 2000 pred našim štetjem je tu nastala prva gruzijska država Kolheti, bolj znana kot Kolhida in prostor, kjer je bil skovan prvi gruzijski kovanec, Kolkhuri Tetri. Kolhida se v grški mitologiji pojavlja kot rob sveta, v zgodovinskih kronikah po zahodni Aziji in vzhodni Evropi pa jo omenjajo že od antičnih časov. Kolhida se pojavlja v mitu o Jazonu in Argonavtih in njegovem prizadevanju za Zlato runo. Kolhida je bila tudi dežela, kjer je bil mitološki Prometej kaznovan s tem, da je bil priklenjen na goro, medtem ko je orel kljuval njegova jetra, ker je človeštvu razkril skrivnost ognja. Amazonke naj bi bile tudi skitskega porekla iz Kolhide. Glavni mitski liki so še Ajet, Medejin in Apsirtov oče, Pazifaa, Kirkina in Ajetova sestra, Idiia, Halkiopa.
Napredno gospodarstvo in ugodne geografske in naravne razmere na tem območju so pritegnile Miletske Grke, ki so kolonizirali kolhidko obalo in v 6. do 5. stoletju pred našim štetjem na območju ustanovili trgovska mesta Fasis (sodobni Poti), Gyenos (sodobni Očamčire) in Suhumi. Ta mesta ležijo tik zunaj dežel, ki jih je v 4. stoletju pred našim štetjem osvojil Aleksander Veliki. Po propadu Perzijskega cesarstva je pomemben del Kolhide lokalno postal znan kot Egrisi in bil okoli leta 302 pr. n. št. dodan v nedavno ustanovljeno Kraljevino Iberijo (Kartli). Ta regija je ohranila določeno neodvisnost do osvajanja Mitridata VI. Pontskega okoli leta 101 pr. n. št. 
Pokrajina je bila naseljena s številnimi sorodnimi, a različnimi plemeni, katerih naselja so ležala pretežno ob obali Črnega morja.
V času vladavine Rimskega cesarstva so Rimljani ob morski obali ustanovili večje trdnjave, vendar jim je bilo vedno težje vzdrževati red. V nižinah in obalnem območju, ki danes tvori morsko območje parka, so pogosto plenila divja gorska plemena, z najmočnejšima med njimi Soani in Heniohi. Leta 69 našega štetja so prebivalci Ponta in Kolhide pod Anicetom proti Rimljanom uprizorili veliko vstajo, ki so v tem času postajali vse šibkejši. Do leta 130 so območje zasedla kraljestva različnih plemen. Goti, ki so prebivali na Krimu in iskali nov dom, so leta 253 napadli Kolhido, vendar so jih odbili s pomočjo rimskega garnizona iz Pitsunda. Do 3. ali 4. stoletja so večino krajevnih kraljestev in kneževin podredili laziški kralji, nato pa državo imenovali Lazica (Egrisi).

### Sodobna zgodovina in razvoj
V sodobnem času je obsežno osuševanje, ki so ga za razvoj gospodarstva izvajale sovjetske oblasti, zlasti v 1920-ih, uničujoče vplivala na ekosistem mokrišč, kar je leta 1947 privedlo do ustanovitve majhnega rezervata velikosti 500 hektarjev, imenovanega Državni naravni rezervat Kolheti. Glede na to, da so okoliška mokrišča vsebovala veliko bogatih biogeografskih in paleogeografskih podatkov, ki so zelo pomembni za znanstvenike in gruzijsko nacionalno dediščino, je območje leta 1996 dobilo status v skladu z Ramsarsko konvencijo in nato narodni park Kolheti med letoma 1998 in 1999 formalno ustanovljen, kar sta finančno podprla tudi Svetovna banka in Globalni okoljski sklad.
Vendar pa se je kmalu po ustanovitvi parka leta 1999 znotraj parka začela gradnja zasebno financiranega terminala za nafto Kulevi, z namenom postaviti 16 cistern s kapaciteto 22.000 kubičnih metrov, ki jih bi servisira železnica, ki bi prevažala do 35 milijonov ton nafte skozi narodni park. Ko bi bile dokončane, bi tankerji prevažali nafto od 100.000 do 150.000 ton skozi rezervat iz Črnega morja. Začelo se je izkopavanje dostopnega kanala skozi morski rezervat, pri čemer niso upoštevali okoljski sporazum gruzijske vlade, Svetovne banke in konzervatorjev. Lokalne in mednarodne nevladne organizacije, ki so vlagale peticije proti naftnemu terminalu in Green Alternative, gruzijska nevladna organizacija, so bile še posebej dejavne v protestih, vendar brez začetnega uspeha. Konec leta 2002 je bila gradnja terminala Kulevi opuščena, domnevno zaradi finančnih razlogov, vendar pa se morsko območje narodnega parka Kolheti še vedno spopada z dovoljenimi zemljišči, ki jih naftne in plinske družbe uporabljajo za izkoriščanje nafte, kar nasprotuje uradnemu zavarovanemu območju.

## Hidrologija
Na dobri polovici parka, 15.742 hektarjev, so mokrišča. Skozi park se v glavnem skozi ravninsko obalno ravnino višine med 0–10 metrov, pretaka veliko majhnih mirujočih rek, vključno reke Pihori, Kukani, Dedabera, Thorina, Cia, Civa, Čuria, Munčia, Muhurjina in drugi manjši potoki. Ob obali Črnega morja se je razvil ozek sipinski greben, širok približno 100-200 metrov, ki se dviga približno 2-3 m nad obalno ravnino. Velik del zemlje je šotno barje in močvirje, med njimi več izrazitih šotnih barij kot Anaklia, Čuriao, Nabado, Imnati, Maltakva, Grigoleti in Pičori, ki so na obalni ravnici. Posamezne plasti šote lahko presegajo debelino 12 metrov, kar je posledica gline, peska, mulja in šote v zadnjih 4000 do 6000 letih. Na nekaterih območjih je močvirje v celoti pokrito s številnimi jezeri, kot jezero Paliastomi, Patara Paliastomi, Imnati in Parto Ckali. 

## Podnebje
Podnebje narodnega parka Kolketi je toplo in vlažno, letne količine padavin se gibljejo od 1500 do 1600 mm in so skozi leto razmeroma enakomerne. Park je podvržen močnim obalnim vetrovom, najhladnejši mesec januar pa lahko doseže temperature tudi 4,5 stopinje Celzija. Poleti je zmerna temperatura, ki avgusta doseže 22 stopinj Celzija. Vendar pa je znano, da so avgusta temperature dosegle kar 34 stopinj Celzija.

## Živalstvo in rastlinstvo

### Rastlinstvo
Podnebje parka in obilo vode sta razlog za bogato biotsko raznovrstnost rastlinstva v obalnih barjih in močvirnih gozdovih ter v močvirnem gozdu listavcev, sestavljenih večinoma iz  jelše, več vrst vrb in hrastov ter velikega jesena.
Obalna šotna barja so dom številnih vrst rastlin: šotni mah, okroglolistna rosika (Drosera rotundifolia), bela kljunka (Rhynchospora alba), šaš (Carex lasiocarpa) in navadni mrzličnik (Menyanthes trifoliata). V gozdovih raste zimzelena podrast, na primer bršljan Hedera colchica in endemične vrste, kot so dob (Quercus imeretina), graden (Quercus dshorochensis) in Quercus hartwissiana, črna jelša (Alnus barbata) in kavkaški krilati oreškar (Pterocarya pterocarpa). Vodne rastline, kot je beli lokvanj (Nymphaea alba), so pogoste okoli večine hidroloških habitatov parka, medtem ko rumena azaleja (Rhododendron flavum) in Rhododendron ponticum znano rasteta od obale v alpskem območju Narodnega parka Kolheti. 

### Živalstvo
V močvirjih in močvirnih gozdovih v parku so številne ogrožene vrste, kot so srna, divja svinja, vidra in krkon Triturus vittatus, v zadnjem času pa je bila uvedena tudi populacija nutrije. Tu živi kavkaška podvrsta navadne drevesne žabe Polypedates leucomystax in debeloglavka (Rana ridibunda) ter številne vrste kač, vključno belouška, kobranka, navadni slepec in redkeje navadni gož. Močvirska sklednica (Emys orbicularis) in gozdni kuščar sta med običajnimi in vzhodnimi vrstami. Več vrst delfinov, tudi kratkokljuni navadni delfin (Delphinus delphis), velika pliskavka (Tursiops truncates) in pristaniška pliskavka (Phocoena phocoena), naseljuje morski habitat parka, medtem ko v narodnem parku najdemo 194 različnih vrst ptic, vključno z 21 vrstami, ki območje uporabljajo med sezonsko selitvijo. Nekatere ptice, ki so endemične v parku, so na seznamu IUCN in gruzijskem Rdečem seznamu, ker so na tem območju na poti izumrtja, vključno črna štorklja, žerjavi in velika bela čaplja. Čopasti ponirek, rjavovrati ponirek (Podiceps grisegena), črnovrati ponirek (Podiceps nigricollis), kormoran, čopasta čaplja (Ardeola ralloides), navadna žličarka (Platalea leucorodia), plevica (Plegadis falcinellus), mala gos (Anser erythropus), rjasta kozarka (Tadorna ferruginea), jezerski martinec (Tringa stagnatilis), čoketa (Gallinago media), različne race, pobrežniki, liske, galebi in čigre so v parku običajni v sezoni, v parku pa so bili zabeleženi številni belorepci, čeprav so zelo redki.

## Turizem
Kljub zaščiti parka je gruzijska vlada pred kratkim našla način, kako pritegniti turiste ob ohranjanju in varovanju naravnega habitata. Park je bil odprt za turiste leta 2007 in je v tistem letu privabil 1000 ljudi. Na voljo so izleti s čolni, predvsem na jezeru Paliastomi in na reki Pičori, ter potapljanje, opazovanje ptic, pohodništvo in jahanje.
Izleti s čolnom v narodnem parku Kolheti vključujejo: veslanje po vodi z vodnimi pedolini. Dolžina poti je 9,2 km, čas veslanja 4–6 ur. V centru za obiskovalce je na voljo brošura z veliko slikami, zgodbami in osnovnimi informacijami.
Pot Churia Adventure Paddling je primerna za izkušene v veslanju s kanuji, ki lahko veslajo na daljši poti in jih zanima, da sami odkrivajo naravo. Dolžina je 10 km, čas 6–9 ur. Interpretacija narave: življenje z vodo je glavna tema te poti. Obstajajo 4 postaje, na katerih se lahko ustavi in odkriva nove stvari.